# Hudson, Massachusetts
Hudson är en kommun (town)  i Middlesex County i den amerikanska delstaten Massachusetts  med en yta av 30,7 km² och en folkmängd, som uppgår till 19 063 invånare (2010).

## Kända personer födda i Hudson
- Paul Cellucci, politiker
- Burton K. Wheeler, politiker